# Josef Bek
Josef Bek (21. prosince 1918 Hradec Králové – 5. května 1995 Praha) byl český herec.

## Život
Katolická rodina Beků bydlela v Hradci Králové v Mýtské ulici. Otec Josefa Beka pocházel z velkostatkářské rodiny, ale protože se zamiloval do kuchařky, vařící v hospodě, rodina ho vydědila. Na milost ho nevzala do konce života, proto pracoval i na nádraží, kde jezdil s rudlem.[zdroj?]
Josef Bek přišel na svět předčasně, prý jako chlupaté klubíčko. Nedonošenci nedávala velkou šanci na život ani porodní bába. Narodil se několik měsíců po vzniku Československa, inkubátory ještě neexistovaly a tak začal v troubě. Tehdy se v troubě nedonošenci běžně udržovali v tolik potřebném teple. Obě starší sestry si na něj prý prsty malovaly obrázky. Ani dál to neměl lehké - jako prvňák dostal dvojku z mravů za to, že pana řídícího pozdravil „Pochválen buď Ježíš Kristus“, jak se to naučil při ministrování v kostele. Na obecné škole vůbec docela trpěl, protože neuměl vyslovit „ř“. Sám se pak vydal do ústavu pro hluchoněmé za ředitelem, aby s ním cvičil.[zdroj?]
Vystudoval královéhradeckou obchodní akademii. Jako dítě ministroval a zpíval v kostele Nanebevzetí Panny Marie na Velkém náměstí v Hradci Králové. Po studiích nastoupil do spořitelny, kde prošel různá oddělení a skončil jako hlavní pokladník. Aby se vyhnul pracovnímu nasazení, odešel za 2. světové války jako operní pěvec k profesionálnímu divadlu v Olomouci, kde setrval do roku 1954. Po válce zde vystupoval v operetě i činohře, tato dráha ho však neuspokojovala a proto přešel do činohry. V letech 1954–1985 byl v hereckém angažmá v Městských divadlech pražských .
Dne 30. srpna 1947 se oženil, manželství však skončilo bezdětné. Manželka Eva Nováková–Beková byla do roku 1954 sólová tanečnice olomouckého divadla.
Je pochován na hřbitově v Hradci Králové – Pouchově.

## Dílo
Hrál v téměř sedmdesáti českých filmech, ve dvou stech televizních pořadů, jakož i mnoha desítkách divadelních her. Mezi Bekovy populární role patří např. vysloužilý voják Martin Kabát ve filmu Hrátky s čertem nebo řidič autobusu ve filmu Florenc 13,30, amatérský dirigent Honza ve filmu Hudba z Marsu. Uvědomělého dělníka Toníka hrál v propagačním filmu o dělnickém hnutí v 1. republice Anna proletářka (1952). S Irenou Kačírkovou natočil v roce 1958 pod režijním vedením Ladislava Rychmana patrně na světě vůbec první obdobu dnešních videoklipů, filmovou písničku Dáme si do bytu.

### Divadelní role (výběr)
- 1957 František Langer: Obrácení Ferdyše Pištory, titul. role, Divadlo komedie, režie Rudolf Hrušínský
- 1958 Alejandro Casona: Stromy umírají vstoje, Lovec, Komorní divadlo, režie Ota Ornest
- 1962 M. Roli, L. Vincenzoni: Sbohem, Lugano, Nicola Sacco, Komorní divadlo, režie Václav Hudeček
- 1964 Arthur Watkyn: Pan Dodd má schůzku, Lancelot Dodd, Divadlo ABC, režie Ota Ornest
- 1967 Oscar Wilde: Ideální manžel, Sir Robert Chiltern, Komorní divadlo, režie Ota Ornest, 115 repríz
- 1972 Nikos Kazantzakis, Joseph Stein: Já, k čertu, žiju rád!, Zorba, Divadlo ABC, režie František Miška

### Film
První velkou filmovou roli Karla Hampla získal Josef Bek ve filmu Siréna (1947) podle stejnojmenného románu Marie Majerové.
- 1928 Jménem Jeho Veličenstva
- 1947 Siréna
- 1947 Portáši
- 1948 Němá barikáda
- 1948 Případ Z-8
- 1949 Dva ohně
- 1949 Revoluční rok 1848
- 1949 Žízeň
- 1950 V trestném území
- 1950 Slepice a kostelník
- 1951 Mikoláš Aleš
- 1952 Anna proletářka
- 1952 Akce B
- 1953 Jestřáb kontra Hrdlička
- 1953 Expres z Norimberka
- 1953 Můj přítel Fabián
- 1954 Frona
- 1954 Ještě svatba nebyla
- 1955 Rudá záře nad Kladnem
- 1955 Strakonický dudák
- 1955 Punťa a čtyřlístek
- 1955 Hudba z Marsu
- 1955 Ztracená stopa
- 1956 Hrátky s čertem – role: Martin Kabát
- 1956 Synové hor – role: Bohumil Hanč
- 1956 Hra o život
- 1956 Zlatý pavouk
- 1956 Jurášek
- 1957 Florenc 13.30
- 1958 Co řekne žena
- 1959 105% alibi
- 1959 Letiště nepřijímá
- 1961 Kde alibi nestačí
- 1965 Alibi na vodě
- 1965 Bílá paní
- 1969 Světáci
- 1970 Partie krásného dragouna – role: zpěvák (zpíval „Dragonskou polku“)
- 1977 Ať žijí duchové! – role: hajný
- 1978 Lakomec

### Televize
- 1964 Tři sestry (TV zpracování tragikomedie Antona Pavloviče Čechova) – role: podplukovník Alexander Ignatievič Veršinin, velitel baterie
- 1966 Čertouská poudačka (TV pohádka) – role: kapelník Brůšek
- 1966 Sedm koní a vavříny (TV film) – role: návštěvník dostihů
- 1967 Obrácení Ferdyše Pištory (TV přepis klasické divadelní komedie Františka Langera)
- 1969 Kaviár jen pro přátele (TV komedie) – role: Pepa (přezdívka Kábrt)
- 1969 Hříšní lidé města pražského (TV seriál) – role: Javurek (13. epizoda)
- 1971 Taškařice v ateliéru (hudební fraška) – hlavní role: malíř
- 1971 Maryša (TV inscenace dramatu) – role: Filip Vávra
- 1972 Pohár za první poločas (TV film) – role: oddílový lékař Dr. Plocek
- 1973 Zlatovláska (TV filmová pohádka) – role: generál
- 1974 Bližní na tapetě (TV cyklus mikrokomedií Malé justiční omyly) – role: inženýr, nápadník Květy Zemanová (13.příběh: Výlet do neznáma)
- 1975 Chalupáři (TV seriál) – role: TV moderátor (díl Kapřín)
- 1975 Pan Tau (TV seriál)
- 1975 30 případů majora Zemana (TV seriál 1974-1979) – role: vedoucí masny Černý (7.díl: Mědirytina)
- 1977 Nikola Šuhaj loupežník (TV film) – role: major
- 1979 Inženýrská odysea (TV seriál) – role: Břetislav Hajný, ředitel Kovostroje
- 1980 Okres na severu (TV seriál) – role: generální ředitel Benedikt
- 1986 Drahá tetičko...! (TV komedie) – role: Vilém Opočenský
- 1993 Pomalé šípy (TV seriál) – role: Daněk

### Rozhlasové role
- 1955 Miguel de Cervantes y Saavedra: Lišák Pedro[9]
- 1979 Hurvínek a lupiči – role: lupič
- Kůň s krávem neboli Svatba po hanácku

## Posmrtné připomínky
- V Olomouci-Slavoníně a v Hradci Králové jsou po něm pojmenované ulice.[10][11]
- V Hradci Králové má na Malém náměstí pamětní desku.[12]

## Citát
| „               | Pepíka Beka musel milovat každý. Pepík byl charakterní člověk a rád pomohl lidem, když to bylo možné. On měl pořád dobrou náladu a vlastní popularity mnohdy využil ve prospěch druhých. Pepík byl se všemi kamarád a nikdy nikoho nepodrazil. Ve filmech hrál sice kladné hrdiny, ale dalo se mu věřit, protože to byl čistý člověk. Zatímco jiní je hráli, ale věřit se jim nedalo. | “ |
| — Květa Fialová | |   |